# 군필자 가산점 제도
병역 가산점 제도, 병역 보상 제도 또는 군필자 보상 제도는 대한민국의 병역 제도에서 병역의 의무를 이행한 군복무자에 대한 보상 또는 우대 혜택을 말한다. 군 가산점, 군필자 보상 혜택 등으로도 부른다. 이화여대생 5명과 연세대 장애인 남학생의 98헌마363 헌법소원에 의해 폐지되었다.

## 개요
제대군인 채용시험시의 가점부여제도는 병역법 또는 군인사법에 의한 군복무를 마치고 전역한 자에게 취업보호실시기관의 채용시험에 응시하는 경우 시험만점의 5퍼센트범위 안에서 가점혜택을 부여하던 제도로 헌법소원심판에서 1999년 12월 23일 재판관 전원 일치로 위헌 결정되어 효력을 상실하였다. 2001년 1월 4일부터 병역법 또는 군인사법에 의한 군복무를 마치고 전역한 자에게 취업보호실시기관의 채용시험에 응시하는 경우 응시상한 연령을 3세의 범위안에서 연장하는 제대군인의 응시상한 연령 연장제도로 대체되었다.

## 역사

### 도입 과정
1961년 7월 5일, 국가재건최고회의는 "신성한 국방의무를 필(畢)한 자, 특히 군상(戰傷)을 입은 불구자 또는 전사·순직한 자의 유족에 대하여는 강력한 원호시책이 필요"함에도 불구하고 그간의 실태를 볼 때 이들 중 "생활난에 허덕이는 자가 많으며" 개별적 혹은 집단적으로 "생존투쟁을 하는 등으로 치안 및 경제상"의 문제가 야기되고 있어 "국군의 사기"에 미치는 영향이 적지 아니한 이유로 군사원호청을 설치하고 군사원호대상자임용법·군사원호대상자고용법·군사원호대상자정착대부법을 제정·시행하였다. 또한 1962년 4월 16일, 군사원호대상자임용법·군사원호대상자고용법을 준용하는 국가유공자및월남귀순자특별원호법을 제정·시행하였다. 이 때에는 국가·지방자치단체·국영기업체 등의 채용시험에만 특전이 있었는데, 1969년 9월 29일 군사원호대상자고용법의 개정으로 신설된 제4조의2에 의해 연평균 1일 16인이상을 고용하고 있는 기업체 또는 단체 등의 채용시험에도 특전이 주어졌다.
1984년 8월 2일, 군사원호보상법·국가유공자등특별원호법등 7개 법률을 흡수·통합한 국가유공자법이 제정돼 1985년부터 시행하였다. 이 법 제34조제1항, 제2항 및 제70조, 같은법시행령 제89조에 의해 제대군인이 취업보호실시기관의 채용시험에 응시하는 경우 필기시험의 각 과목별 득점에, 필기시험을 실시하지 아니한 때에는 그에 갈음하여 실시하는 실기시험·서류전형 또는 면접시험의 득점에 각 과목별 만점의 5퍼센트의 범위 안에서 가점혜택을 부여하도록 정하였다.
1997년 아시아 금융 위기로 대한민국의 IMF 구제금융 요청을 한국은행 실무진이 총재에게 건의하던 11월 6일, "군조직의 특수성으로 한창 일할 수 있는 50세 전후에 조기 전역하여 대다수가 재취업의 기회를 얻지 못하고 있어 이들의 생계불안정은 물론이고 제대군인 인력자원이 국가발전을 위해서 활용되지 못하고 군의 사기와 전력에도 심각한 문제를 야기하고 있어, 제대군인 인력을 국가적 차원에서 적극 활용하고 이들이 조기에 사회에 정착할 수 있도록" 제대군인법이 발의되었는데 12월 31일 제정되어 1998년 7월 1일부터 시행하였다. 이 법은 국가유공자법에서 규정하고 있는 "제대군인에 대한 취업보호제도, 채용시험시 가점부여제도 및 장기저리대부제도를 이 법에서 규정하도록 하고, 취업보호실시기관이 안전관리직 등 대통령령으로 정하는 직종의 직원을 채용하는 경우 국가보훈처장이 추천하는 장기복무제대군인을 우선 고용하도록" 하였다. 이 법 제8조 제1항, 제3항 및 같은법시행령 제9조에 의해 제대군인이 취업보호실시기관의 채용시험에 응시하는 경우 필기시험의 각 과목별 득점에, 필기시험을 실시하지 아니한 때에는 그에 갈음하여 실시하는 실기시험·서류전형 또는 면접시험의 득점에 각 과목별 만점의 5퍼센트의 범위 안에서 가점혜택을 부여하도록 정하였다.

### 반발
1994년 6월 27일, 이화여자대학교 행정학과 교수 조택 등 교수 75명·학생 1931명이 행정쇄신위원회에 ‘7·9급 공무원 채용 시험에서 군복무가산점 제도 폐지’를 청원하였다.
1994년 10월 10일, 한국여성단체연합(공동대표 이미경, 한명숙, 이영순)은 행정쇄신위원회와 정무제2장관실 앞으로 7, 9급 공무원 채용시험 때 군복무 가산점제도를 폐지해달라는 내용의 건의서를 제출했다.
1998년 7월 1일 시행된 제대군인법 제8조제1항, 제3항의 시행령안을 놓고 7월 21일 열린 국무회의에서 여성특별위원회 위원장 윤후정 및 문화관광부 장관 신낙균이 공무원 채용시험의 가점에 반대하고 국방부 장관 천용택과 국가보훈처장 김의재가 필요하다고 주장하면서 논란이 계속돼 의결이 보류되었고, 8월 7일 열린 관계장관회의에는 신낙균이 불참하고 윤후정이 참가했으며, 가산점을 부여하는 원안대로 국무회의에서 의결하기로 결정하였다.

### 폐지
1998년 8월 21일 제정·시행된 제대군인법 시행령 제9조에 반발한 한국여성단체협의회는 1998년 9월 23일 헌법소원을 청구하기로 결정하였다. 1998년 10월 19일, 이화여자대학교 졸업생 이유진, 4학년 재학생 조경옥, 박은주, 김정원, 김은정, 그리고 연세대학교 4학년 장애인 남성 김형수(국문과 95, 장애인 특별전형)가 공동명의로 제대군인법 제8조제1항, 제3항 및 동법시행령 제9조가 헌법상 보장된 평등권, 공무담임권, 직업선택의 자유를 침해하고 있다고 주장하면서 98헌마363 헌법소원심판을 청구하였다.
당시 성재기, 정채기 등이 군 가산점 폐지의 부당함을 다음, 네이버, 네이트 포털 및 조선일보, 중앙일보 등과 각 인터넷 카페에 글을 올리고 홍보했으나 언론에서는 이를 다뤄주지 않았다. 이들의 글은 대부분 삭제 후 카페에서 강퇴, 추방당했다. 당시 이름없는 일반 시민이었던 성재기와 달리 정채기는 건국대학교, 경기대학교 등에서 보육학, 심리학을 강의하는 강사(학교 내에서는 교수님이라 한다.) 신분이었다.
1999년 12월 23일 재판관 전원 일치로 위헌 결정되어 제대군인법 제8조제1항, 제3항 및 제대군인법 시행령 제9조에 의한 제대군인 채용시험시의 가점부여제도의 효력이 상실되었다. 2001년 1월 4일 헌법 제39조제2항에 합치하도록 "제대군인에 대한 채용시험의 응시상한 연령을 3세의 범위안에서 연장"하도록 하는 제대군인법 중 개정법률안이 공포·시행되었다. 이 법 제8조제3항에 의해 채용된 제대군인의 호봉이나 임금을 결정함에 있어 군복무기간을 근무경력에 포함할 수 있게 되었다.

## 제대군인 채용시험시의 가점부여제도
1999년 12월 23일 구 국가유공자법 제70조, 제대군인법 제8조제1항, 제3항 및 제대군인법 시행령 제9조가 위헌 결정되어 효력을 상실하기 전에는
- 국가공무원법 제2조 및 지방공무원법 제2조에 규정된 공무원중 6급이하 공무원 및 기능직공무원의 모든 직급
- 국가유공자법 제30조제2호에 규정된 취업보호실시기관의 신규채용 사원의 모든 직급

필기시험의 각 과목별 득점에 병역법 또는 군인사법에 의한 군복무를 마치고 전역(퇴역ㆍ면역 또는 상근예비역소집해제를 포함)한 제대군인이 채용시험에 응시하는 경우
- 2년이상의 복무기간을 마치고 전역한 제대군인은 각 과목별 만점의 5퍼센트
- 2년미만의 복무기간을 마치고 전역한 제대군인은 각 과목별 만점의 3퍼센트

를 가산했다.

## 폐지 이후 대체 보상 제도 도입 시도
1999년 군 가산점 폐지 이후 20년 넘게 이를 대체하는 군 복무에 대한 보상은 이루어지지 않고 있다. 한편 1999년 12월 23일의 군 가산점 헌법재판소 전원 위헌판결을 계기로 성재기는 여성부 폐지, 페미니즘 박멸, 여성단체 타도를 선언하고 인터넷에서 페미니스트들과 논쟁하다가 2006년 11월 26일 여성부폐지운동본부(2008년 남성연대로 단체명 개명)를 세우고 투쟁을 선언했다.

### 병역세
2009년 남성에게만 병역 의무룰 부과한 병역법에 대한 위헌 심판에서 조대현 재판관은 군대를 다녀오지 않은 사람에게 [[]국방세]]를 징수하는 방안에 대해 묻기도 했다. 그러나 이는 채택되지 않았다.
2016년 당시 김영우 국회 국방위원장은 "스위스도 우리와 같은 징병제인데 병역 면제자에 대해 10년동안 소득 3%를 병역세로 과세하고 있다"면서 "병역세 제원으로 군과 현역병 복지에 사용할 수 있다"며 병역세 도입을 제안하였다.
여성계는 여성에 대한 남성들의 피해의식과 분풀이라며, 군인들이 박탈감과 피해의식을 느끼지 않도록 낙후된 군 시스템을 개선하는게 중요하다고 주장했다.

### 군 복무 학점제
2014년 박근혜 정부는 군 복무를 마친 대학생들에게 학점을 인정해주는 방안을 추진했다. 한국여성단체연합(대표 백미순)은 군 복무 학점제가 여성이나 장애인 등 제대군인이 아닌 사람을 차별하는 정책이며, 군 복무에 대한 보상은 여성이나 장애인에 대한 차별을 초래하지 않으면서 대학을 다니지 않는 제대군인에게도 돌아갈 수 있는 방식으로 이루여져야 한다며 반대했다.
2017년 여론조사에서 한국 여대생의 과반인 51%가 군 복무 학점제에 반대하는 것으로 나타났다.

## 위헌 결정 이후의 입법
- 제17·18·20대 국회에서 제대군인 채용시험시의 가점부여를 하는 제대군인법 개정안이 발의되었으나 모두 임기만료폐기되었다.[38][39][40][41]
  - 국가인권위원회는 제20대 국회에 군가산점제가 "여성, 장애인 등의 공직에 입직할 기회를 광범위하게 배제하는 결과를 초래하므로, 「헌법」에서 명시하는 평등권 및 공무담임권을 침해하고, 여성, 장애인 등에 대한 차별금지를 규정하고 있는 국제인권기준에 위배되며, 병역의무 이행자 내에서도 형평성을 유지하지 못하므로 적절하지 않다는 의견을 표명"하였다.[42]
- 제18·19대 국회에서 제대군인에게 금전적 지원을 제안들이 발의되었으나 모두 임기만료폐기되었다.[43][44][45][46]
- 제19·20대 국회에서 채용된 제대군인의 호봉이나 임금을 결정함에 있어서 군 복무기간을 근무경력에 포함하여야 하는 제안들이 발의되었으나 모두 임기만료폐기되었다.[47][48][49][50]
- 제21대 국회에서 채용된 제대군인의 승진 심사에서도 군 복무기간을 근무경력에 포함할 수 있도록 하는 제안이 발의되었다.[51]
- 제21대 국회에서 의무복무 제대군인의 호봉이나 임금, 승진 또는 경력평가를 결정함에 있어서 군 복무기간을 근무경력에 포함하여야 하는 제안들이 발의되었다.[52][53][54]

## 제대군인에 대한 사회복귀의 합리적인 지원책
1999년 12월 23일 헌법재판소 결정문들은 다음과 같이 판시하였다.
- "제대군인이 비(非)제대군인에 비하여 어떤 법적인 불이익을 받는 것이 있다면 이를 시정하는 것은 허용된다."
- "군복무기간을 호봉산정이나 연금법 적용 등에 있어 적절히 고려하는 조치도 가능할 것인데, 현행법은 이미 이러한 제도를 두고 있다.[56][57][58]"
- "제대군인에 대하여 여러 가지 사회정책적ㆍ재정적 지원을 강구하는 것이 가능할 것이다. 그러한 지원책으로는 취업알선, 직업훈련이나 재교육 실시, 교육비에 대한 감면 또는 대부, 의료보호 등을 들 수 있다." 현행법은 "장기복무제대군인에 대하여 이러한 지원조치를 제공하고 있는바,[22][20] 이와 같은 지원조치를 제대군인에 대하여도 여건이 허용하는 한 어느 정도 제공하는 것이야말로 진정으로 합리적인 지원책이 될 것이다."

## 제대군인의 호봉이나 임금
2001년 1월 4일 공포·시행된 제대군인법 제8조제3항에 의해 채용된 제대군인의 호봉이나 임금을 결정함에 있어 군복무기간을 근무경력에 포함할 수 있다. 또한, 고용노동부는 사업주가 채용된 제대군인에게 “군복무기간에 상응하는 정도의 호봉을 부여하는 것은 군복무기간 동안 사회참여, 즉 취업활동이 불가능함에 따른 보상차원에서 이루어지는 것이므로 합리적인 이유 있는 차별”로 볼 수 있다고 밝히고 있다. 그러나 군복무기간을 근무경력에 포함하는 것은 재량사항으로 실제로 적용되는지 여부가 알려진 것은 다음과 같다.
- 2010년부터 프레시안협동조합은 채용된 제대군인의 호봉이나 임금을 결정함에 있어 군복무기간을 근무경력에 포함하지 않고 있다.[60]
- 2019년 확인 결과 농민신문과 조선미디어그룹, 동아미디어그룹, 중앙그룹, 매경미디어그룹, 경향신문, 한겨레신문사, 문화방송, 한국방송공사, SBS, 서울경제신문, 연합뉴스, YTN 등의 언론사는 호봉제의 경우 채용된 제대군인의 호봉에 2년을 산입하고, 연봉제의 경우 채용된 제대군인의 임금에 매월 10~15만원을 추가로 지급하고 있다.[60]

## 군복무 이행에 대한 합리적 보상제도
2010년 6월 15일부터 6개월간 고려대학교 교수 김선택은 여성가족부의 의뢰로 "병역의무 이행자의 사회적 기여도에 따른 보상제도를 검토하여 사회적 합의에 기반한 적정하고 합리적인 보상방안 마련"에 관한 정책연구를 수행하였다.

### 의무복무군인의 군복무중 합리적인 지원방안
1. 의무복무군인 처우개선 - 병급여의 적정화
  - "2010년 현재 사병의 급여는 병장 월 97,500원, 상병 88,000원, 일병 79,500원, 이병 73,500원으로 너무 낮은 수준이다.[62][63] 심지어 사병들은 가족으로부터 매월 일정 금액을 송금받고 있는 현실이다.[64]"
  - "군복무 중인 사병이 가족 등의 지원을 별도로 받는 현상은 최소한 불식시켜야 할 것이다."
2. 상담 지원 - 카운슬링, 멘토링, 모니터링 시스템
  - "의무복무병의 입대시부터 상담 및 멘토링 프로그램을 통해 복무중 자기개발 프로그램을 선택·진행하도록 돕고 제대후를 염두에 둔 진로교육, 자격증 교육 안내, 취업정보제공이 필요할 것이다."
3. 교육 지원
  - "군교육담당 부대 내지 기관을 설치하고, 일정 규모이상의 부대별로 교육담당장교를 양성·배치하고, 군부대를 방문교육하는 순회교육단(교수, 교사, 위문가 등의 예비군복무를 대신)를 구성하고, 나아가 군내 교육자료를 편찬·보급하는 기구를 설치·운영할 필요가 있다."
  - "교육프로그램으로서는, 군사훈련과 시민교육, 기초교양교육과 전문직업교육, On-line교육과 Off-line교육, 영내교육과 영외교육지원, 집체교육과 순회교육 등 교육유형에 따라 다양한 프로그램이 개발·시행되어야 한다."
  - "현재 운영되고 있는 군복무중 학점취득제, 교육훈련 학점인정제도는 더 확대되어야 할 것이다."
4. 경제적 지원
  - 국민건강보험료 혜택: "건강보험부담금을 국가가 부담"
  - 국민연금 혜택: "의무복무자는 복무기간 중 국민연금에 가입할 수 없어 면제자에 비해 상대적으로 국민연금 가입기간이 짧아 노령연금 혜택이 줄어들게 되므로 이를 보전해주기 위해 병역의무를 마친 자가 노령연금 수급권을 취득한 때 일정 기간을 가입기간에 추가로 산입하고 추가산입에 필요한 재원은 국가가 부담"
  - 복무기간 동안 학자금 대출금 이자 지원 방안: "학자금 대출 후 입대한 현역병에 대한 복무기간 중 이자를 국가가 지원하는 방안"

### 의무복무군인의 군제대시 합리적인 지원방안
1. 취업 지원 - 의무복무 제대자 취업지원체계
  - "2013년 12월 31일까지의 한시법인 「청년고용촉진 특별법」은 정부가 군 복무 중인 청년의 제대 후 취업·복직 등을 위하여 필요한 행정지원체제·훈련체제 및 예산지원체제 등 인프라를 구축할 수 있고 이 경우 전역 3개월 전부터 병영 내 취업교육, 특별휴가 등 원활한 사회복귀 또는 취업기회 부여를 위하여 필요한 조치를 할 수 있다고 규정하고 있고,[65][66][67][68][69] 현재 고용노동부는 단기복무장병 취업캠프를 매년 운영하고 있다.[70]"
  - "현재의 의무복무군인에 대한 취업지원체계는 매우 부족하여 시급한 확충 및 개선이 필요한 것으로 보인다."
2. 경제적 지원
  - 제대군인 지원금(전역수당) 지급: "제대 후 사회적응 기간 동안 제대군인에게 필요한 자금을 국가가 부담하여 원활한 사회정착을 도모하고자 생계보조비 내지 직업훈련비 등의 명목의 전역수당을 지급"
  - 제대후 일정기간 실업수당 지급: "의무복무자는 군복무기간 동안 취업이 불가하여 잠재적 실업상태와 유사하게 되는 점을 감안하여, 제대 후 미취업상태로 있는 일정기간 동안 최저수준의 실업수당을 지급"
  - 학자금 지원(무이자 내지 장기저리 융자): "제대군인에게 대학학자금 융자를 해주고 졸업 후 취업 시에 변제"
  - 세금감면혜택: "의무복무자가 제대 후 취업 시에 일정기간 동안의 수입 일부에 대해 세금 감면 혜택"

## 군 가산점과 관련한 여론조사 결과
여론조사 전문기관 리얼미터의 군 가산점과 관련한 조사결과들은 다음과 같다.
- 2007년 6월 16일, 공무원 군 가산제 찬성, 66%
- 2007년 6월 29일, 국민 58%, 여성도 국방의무 부과해야
- 2008년 2월 22일, 군가산점 제도 찬성 63% VS 반대 17%
- 2009년 10월 9일, 군 가산점제 찬성 60% vs 반대 16%
- 2010년 10월 7일, 군 가산점 부활, 찬성 50% vs 반대 25%
- 2014년 12월 23일, 군 가산점 부활, 찬성 61.7% vs 반대 23.3%

## 군가산점 폐지로 왜곡된 사례
1993년 11월 8일, 지체장애인 정강용은 충남도가 "국가와 지방자치단체의 장은 장애인을 공개채용 인원의 100분의 2 이상 채용하도록 시험을 실시해야 한다"는 장애인고용촉진법 규정을 임의로 적용해 자신을 불합격 시켰다며 행정심판을 제기하였다.
1995년 4월 14일 정강용은 항소심에서 승소판결을 선고받았으나 충청남도지사와 충청남도 인사위원회 위원장이 상고하여 1997년 3월 28일, 대법원에서 파기환송되었고 1998년 4월 3일 대전고등법원은 원고청구기각판결을 선고하였다. 1997년 정강용은 대전고등법원에서 97구1790 환송재판이 계속되던 중 구 국가유공자법 제70조 등이 헌법에 위반된다는 이유로 97부111 위헌심판제청신청을 하였으나 1998년 4월 3일 대전고등법원은 위헌제청신청기각결정을 선고하였다. 이에 1998년 4월 정강용은 98헌바33 헌법소원심판을 청구해 위헌 결정을 받았다. 그러나 정강용이 1998년 4월에 청구한 헌법소원심판은 구 국가유공자법 제70조에 해당하는 것이어서 제대군인법 제8조제1항, 제3항에는 해당되지 않는다.

## 같이 보기
- 징병제와 성 차별
- 남성주의
- 병역 제도
- 남성연대
- 김재경
- 성재기
- 전원책
- 주성영